# 3531 Cruikshank
3531 Cruikshank este un asteroid din centura principală, descoperit pe 30 martie 1981 de Edward Bowell.